# Sturačovité
Sturačovité (Styracaceae) je čeleď dvouděložných rostlin z řádu vřesovcotvaré (Ericales). Jsou to dřeviny s jednoduchými střídavými listy a bílými květy, rozšířené v Asii a Severní i Jižní Americe. V Evropě je čeleď zastoupena jediným druhem, sturačem lékařským. Některé druhy, zejména z rodů halézie, sturač a sturačník, jsou v Česku pěstovány jako okrasné dřeviny.

## Popis
Sturačovité jsou převážně stálezelené keře a stromy se střídavými jednoduchými listy. Charakteristické je odění z hvězdovitých nebo šupinovitých chlupů. Kůra je často šedá a typicky hladká, a při poranění roní pryskyřici. Listy jsou celokrajné nebo výjimečně laločnaté či se zuby zakončenými žlázkou, se zpeřenou žilnatinou a bez palistů.
Květenství jsou vrcholová nebo úžlabní, hrozny, laty nebo vrcholíky, řidčeji jsou květy jednotlivé nebo ve svazečku. Květy jsou pravidelné, zpravidla oboupohlavné. Kalich je zvonkovitý, zcela nebo částečně srostlý se semeníkem, se 4 nebo 5 lípy či laloky. Koruna je obvykle bílá, výjimečně žlutá nebo růžová, nejčastěji z 5 bazálně srostlých lístků. Tyčinek je stejný nebo častěji dvojnásobný počet než korunních lístků. Tyčinky jsou přirostlé na bázi koruny, nitky tyčinek jsou obvykle zploštělé. Semeník je svrchní, polospodní nebo spodní, srostlý ze 3 až 5 plodolistů. Obvykle obsahuje 3 až 5 komůrek spojujících se někdy v horní části semeníku v jedinou komůrku. V každém plodolistu je jedno nebo několik vajíček. Čnělka je jediná, nesoucí laločnatou nebo hlavatou bliznu. Plodem je převážně jednosemenná peckovice nebo tobolka. Semena jsou u některých zástupců okřídlená.

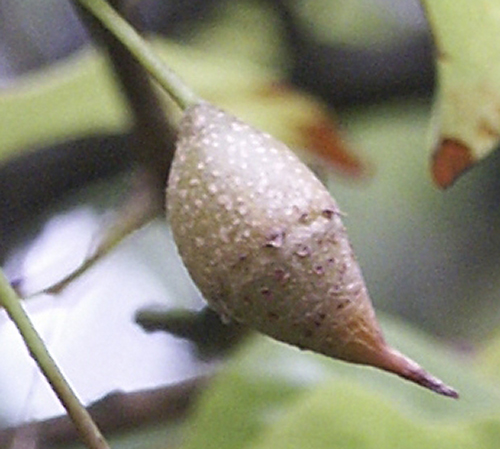
Plod Sinojackia rehderiana
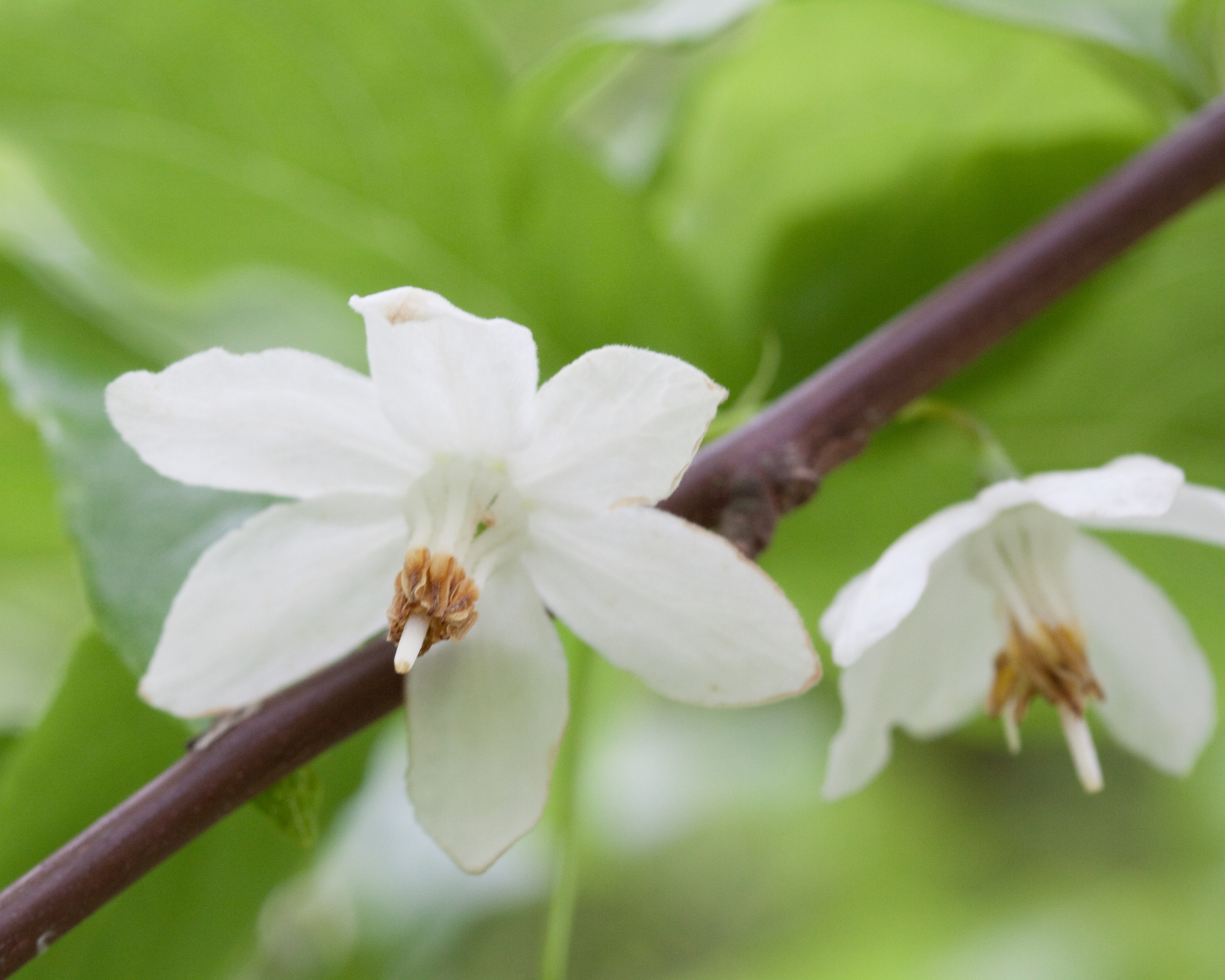
Květy Sinojackia rehderiana
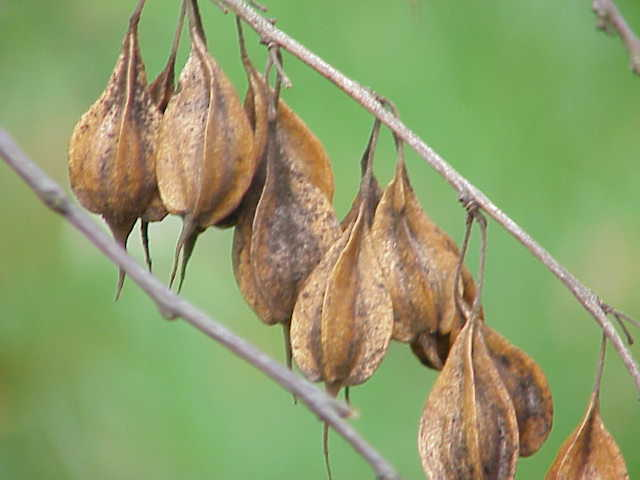
Plody halézie karolínské (Halesia carolina)
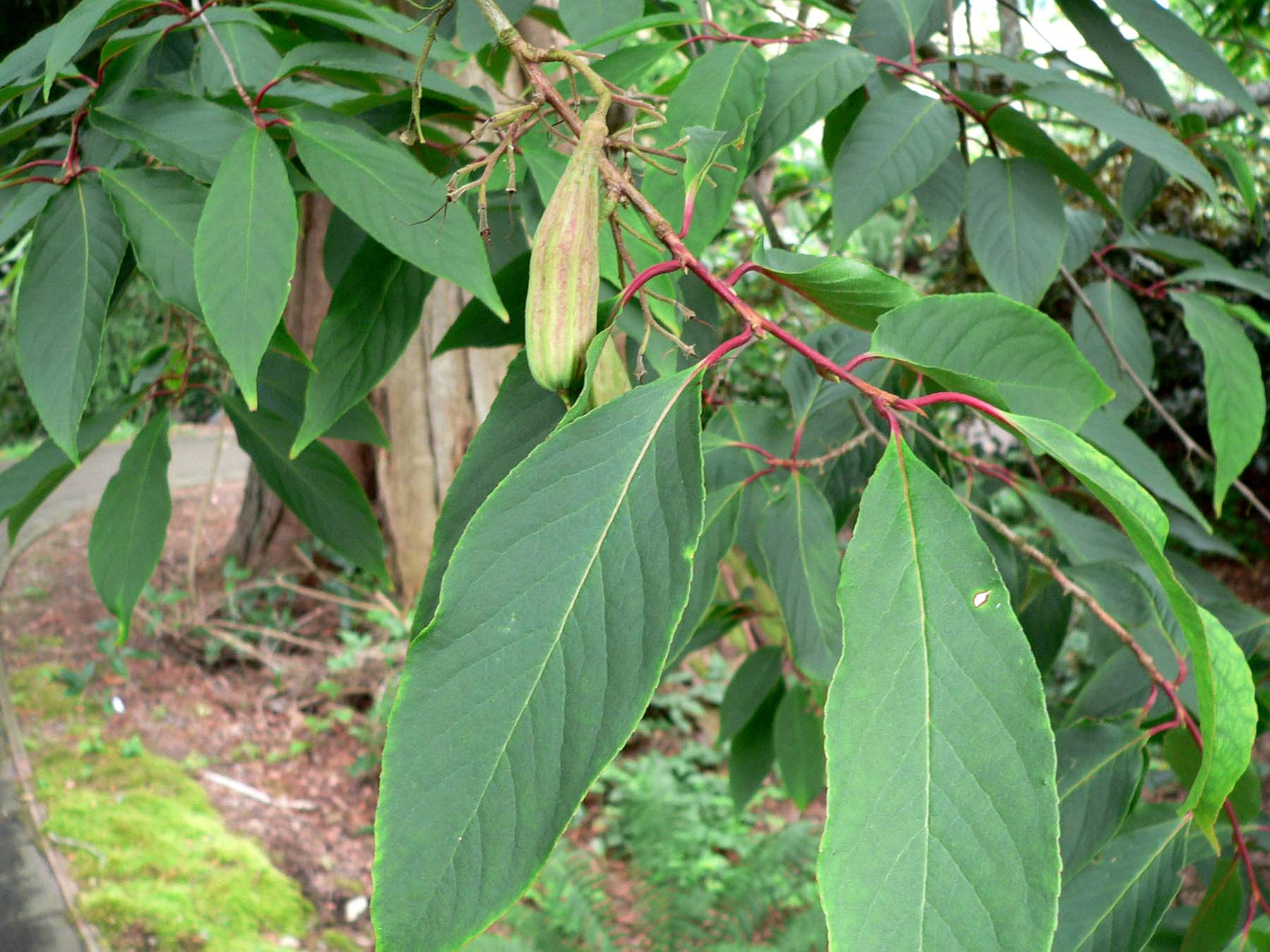
Větévka Rehderodendron macrocarpum s plody

## Rozšíření
Čeleď zahrnuje celkem asi 160 druhů v 11 rodech. Největším rodem je sturač (Styrax, 120 druhů). Centrum rodové diverzity je ve východní a jihovýchodní Asii, mimo ni se vyskytují jen 2 rody: halézie (Halesia) a sturač (Styrax). Halézie se vyskytuje ještě v Severní Americe, sturač v Americe od USA po Uruguay a severní Argentinu a jediným druhem sturač lékařský (Styrax officinalis) je zastoupen i v Evropě a Malé Asii.
Zástupci čeledi se vyskytují v různých typech lesů, v tropech většinou spíše ve vyšších polohách.

## Zástupci
- halézie (Halesia)
- sturačník (Pterostyrax)
- sturač (Styrax)[5]

## Význam
Sturač Styrax benzoin roní při poranění bílou mléčnou šťávu, která utuhne ve vonný balzám nazývaný benzoe. Používá se v parfumerii, při výrobě laků na textil a k léčebným účelům. Pěstuje se v jihovýchodní Asii. Podobnou pryskyřici dávají i S. benzoides a S. tonkinensis. Také evropský sturač lékařský (S. officinalis) poskytuje vonnou žlutočervenou pryskyřici, používanou odedávna při obřadech k vykuřování.
Některé druhy se v České republice pěstují jako okrasné dřeviny. Z venkovních expozic našich botanických zahrad jsou uváděny druhy sturač japonský (Styrax japonicus), sturač okrouhlolistý (Styrax obassia), halézie karolínská (Halesia carolina), halézie stromovitá (Halesia monticola), sturačník vrcholičnatý (Pterostyrax corymbosa), sturačník chlupatý (Pterostyrax hispida) a Sinojackia xylocarpa.

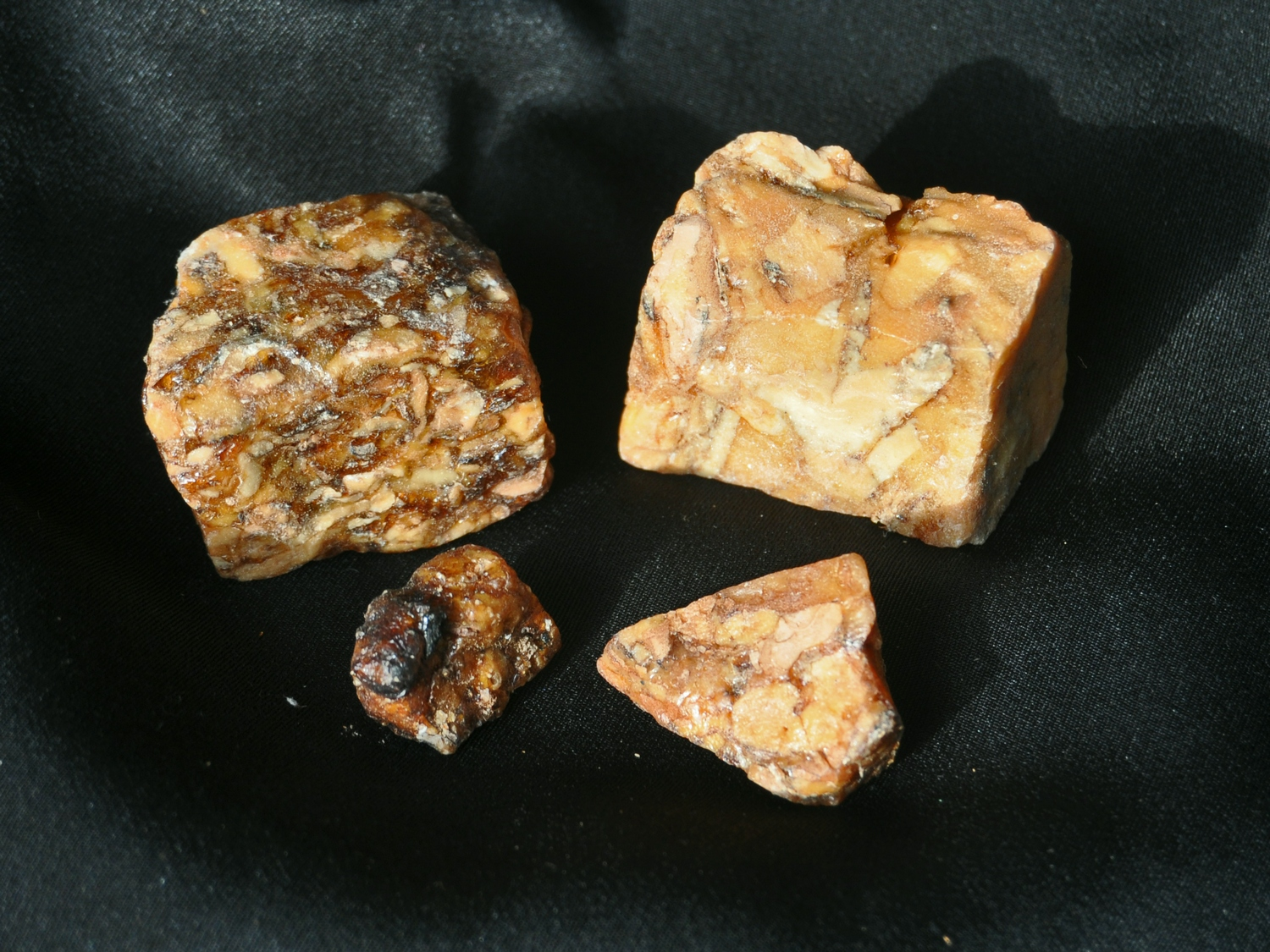
Benzoe - pryskyřice ze sturače Styrax benzoin
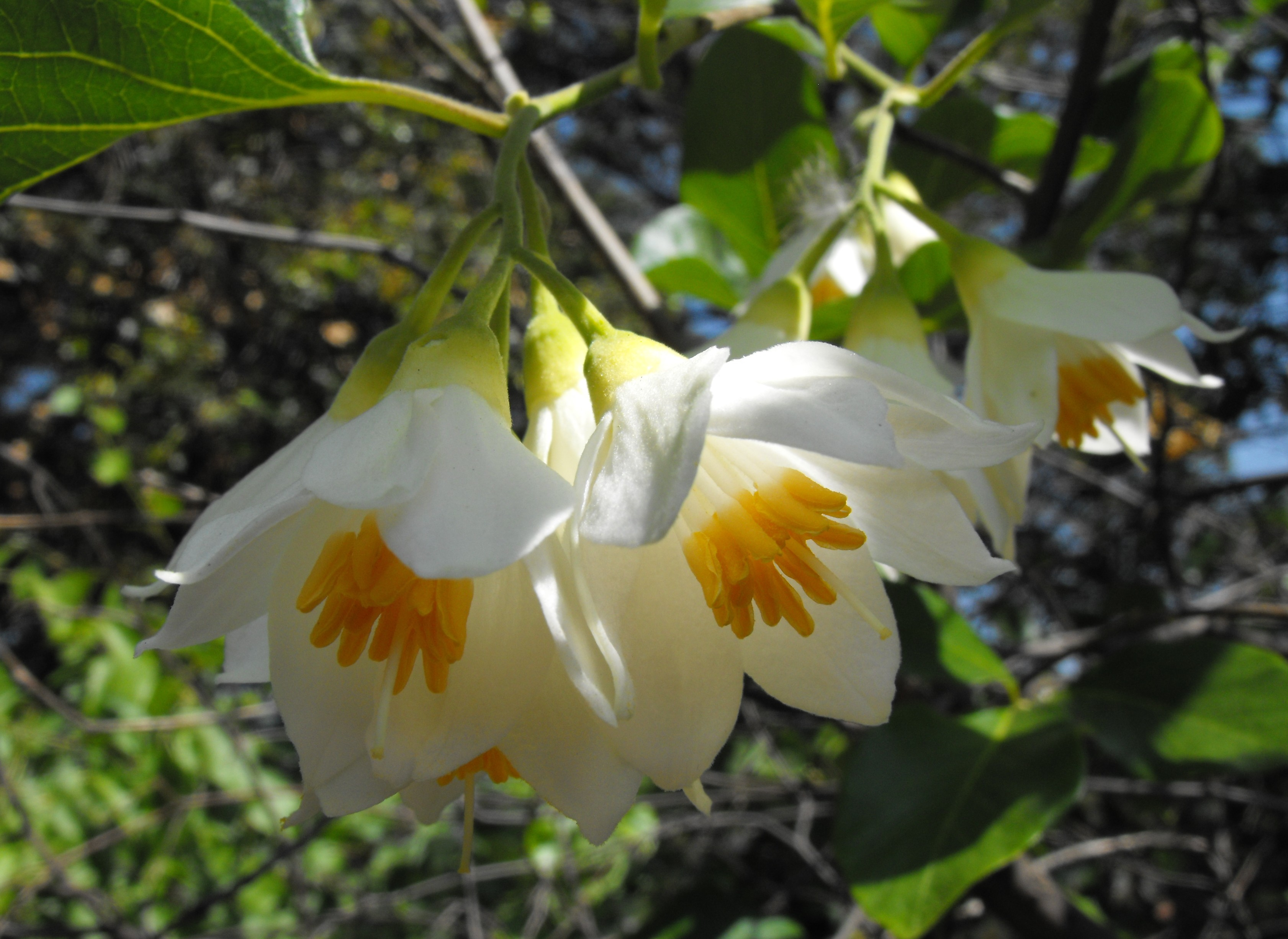
Sturač lékařský (Styrax officinalis)
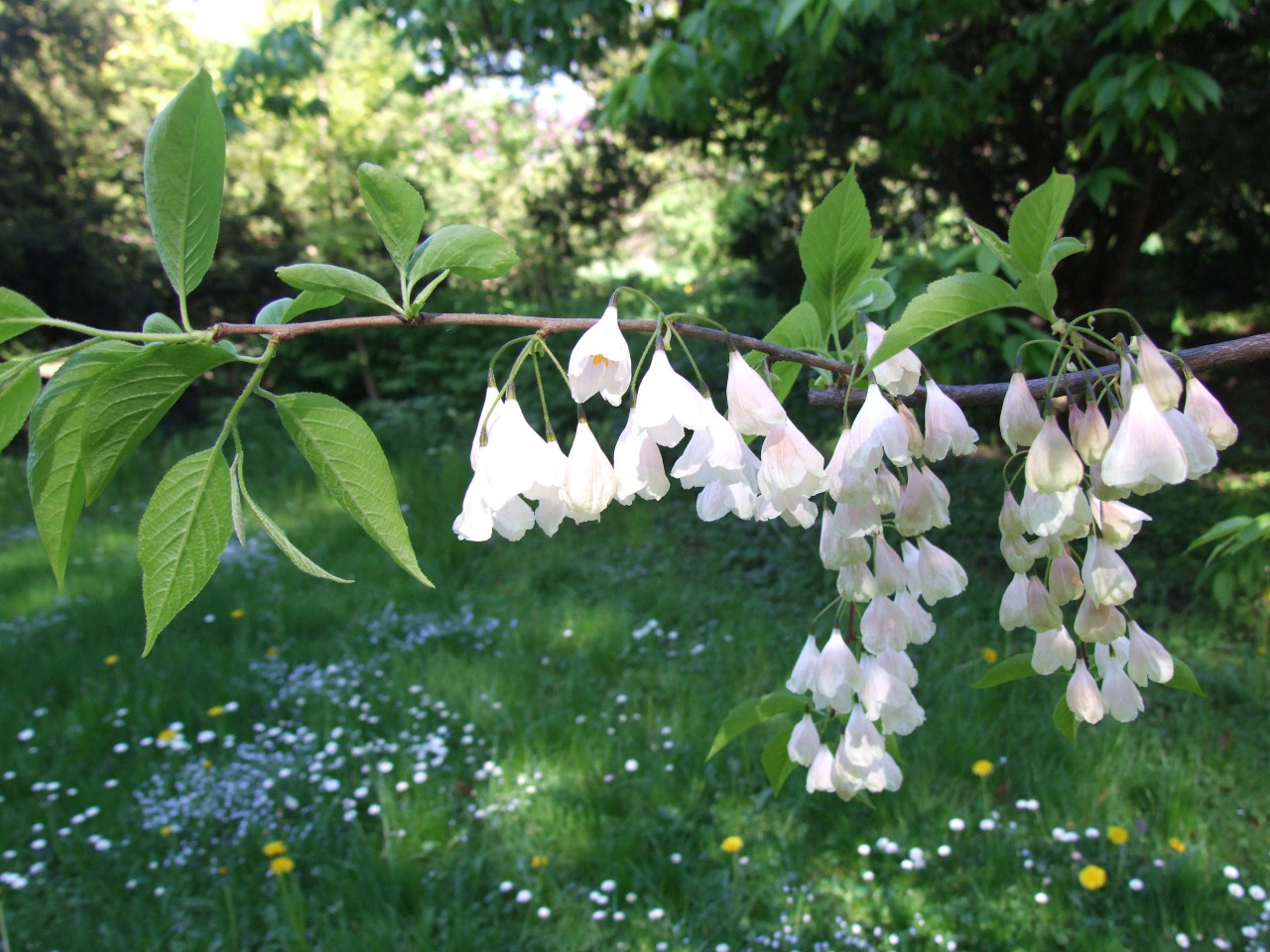
Kvetoucí halézie stromovitá (Halesia monticola)

## Přehled rodů
Alniphyllum, Bruinsmia, Changiostyrax, Halesia, Huodendron, Melliodendron, Parastyrax, Perkinsiodendron, Pterostyrax, Rehderodendron, Sinojackia, Styrax (včetně Pamphilia)